# فريدريك هنري (كاهن كاثوليكي)
فريدريك هنري هو كاهن كاثوليكي كندي، ولد في 11 أبريل 1943 في لندن في كندا.